# Обсерваторія Маунт-Стромло
Обсерваторія Маунт-Стромло — астрономічна обсерваторія в Австралії, заснована у 1924 році на горі Стромло, неподалік від міста Канберра. Є частиною Дослідницької школи астрономії і астрофізики в Австралійському національному університеті. 18 січня 2003 року обсерваторія згоріла під час лісової пожежі.

## Історія обсерваторії
Обсерваторія була заснована в 1924 році як «Сонячна обсерваторія Співдружності». Раніше, у 1911 році, на цьому ж місці проводив спостереження Pietro Baracchi. До початку Другої світової війни обсерваторія спеціалізувалася на спостереженнях Сонця і атмосфери Землі. Під час війни обсерваторія брала участь у виробництві оптичних прицілів. Після Другої світової війни в обсерваторії почали займатися питаннями зоряної і галактичної астрономії і вона була перейменована в «Обсерваторію Співдружності». У 1946 році був створений Австралійський національний університет (АНУ), а в 1957 році обсерваторія стала частиною АНУ. З 1956 по 1980 рік на території обсерваторії працювала «Південна уппсальська станція», філіал Уппсальської астрономічної обсерваторії, з 0,6-метровою камерою Шмідта. Надалі вона була перенесена в обсерваторію Сайдінг Спрінг.
18 січня 2003 в результаті великої лісової пожежі згоріли 5 телескопів і адміністративні будівлі обсерваторії. Врятувати змогли лише один 15-см телескоп Farnham. Відновлення обсерваторії на даний момент завершено.

## Інструменти обсерваторії
- 15-сантиметровий телескоп Farnham (1868 року) — єдиний врятований телескоп під час пожежі 2003 року.
- 48-дюймовий Великий мельбурнський телескоп[en].
- 26-дюймовий рефрактор (D = 66 см, F ~ 12 м) — перевезений з Єльсько-колумбійської південної обсерваторії, у 2003 році згорів.
- 1,88-метровий (74-дюймовий) телескоп виробництва Grubb-Parsons[en] (1955–2003 рр.)
- Південний телескоп Шмідта Уппсала[en] (D = 0.52/0.66 м, F = 1.75 м, працює по програмі пошуку навколоземних астероїдів, код обсерваторії E12). Був встановлений для Південного філіалу Уппсальскої обсерваторії з 1956 по 1980 рік[2].

## Напрями досліджень
- Спостереження Сонця.
- Метеорологічні спостереження.
- Відкриття астероїдів.
- Зоряна астрономія.
- Позагалактична астрономія.

## Основні досягнення
- 1864 астрометричних вимірювань опубліковано з 1958 по 2000 рік[3]
- У 1993 році реєстрація першого у спостережній астрономії випадку гравітаційного лінзування однієї зорі іншою, у ході участі в проєкті Massive compact halo object.
- Участь у проєкті Гігантський магелланів телескоп.
- Створення під керівництвом Браяна Шмідта міжнародної групи спостережувачів High-z Supernova Search Team для уточнення параметрів розширення Всесвіту — в результаті даної роботи було відкрито прискорене розширення Всесвіту.
- Керівництво проєктом 2dF Galaxy Redshift Survey[en].
- Керівництво проєктом SkyMapper[en].
- Створення приладів для обсерваторії Джеміні
- Відкриття карликової галактики Тукана.
- Створення каталогів: емісійних туманностей Гумма (Каталог Ґама) і RCW Catalogue[en].
- Участь у програмі International Planetary Patrol Program[en].

## Керівники обсерваторії
- 1939–1955 — Річард Вуллі.
- 1957–1966 — Барт Ян Бок.
- 1966–1977 — Olin J. Eggen[en].
- 2002–2007 — Penny Sackett[en].
- з вересня 2007 — Harvey Raymond Butcher[en].

## Цікаві факти
- Для проєкту MACHO була створена найбільша на той момент цифрова камера: 8 чипів 2048 на 2048 пікселів.
- Астероїд 17640 Маунт-Стромло(інші мови) названий на честь обсерваторії.